# Sedefkar Mehmed Agha
Sedefkar Mehmed Agha eller Sedefqar Mehmeti av Elbasan (Turkiska: Sedefkâr Mehmet Ağa, född cirka 1540, död 1617, var en osmansk arkitekt av albanskt ursprung, som ritade Blå moskén i Istanbul. Enligt levnadstecknaren Cafer Effendi, tros han ha haft albanskt ursprung, från staden Elbasan.

## Liv

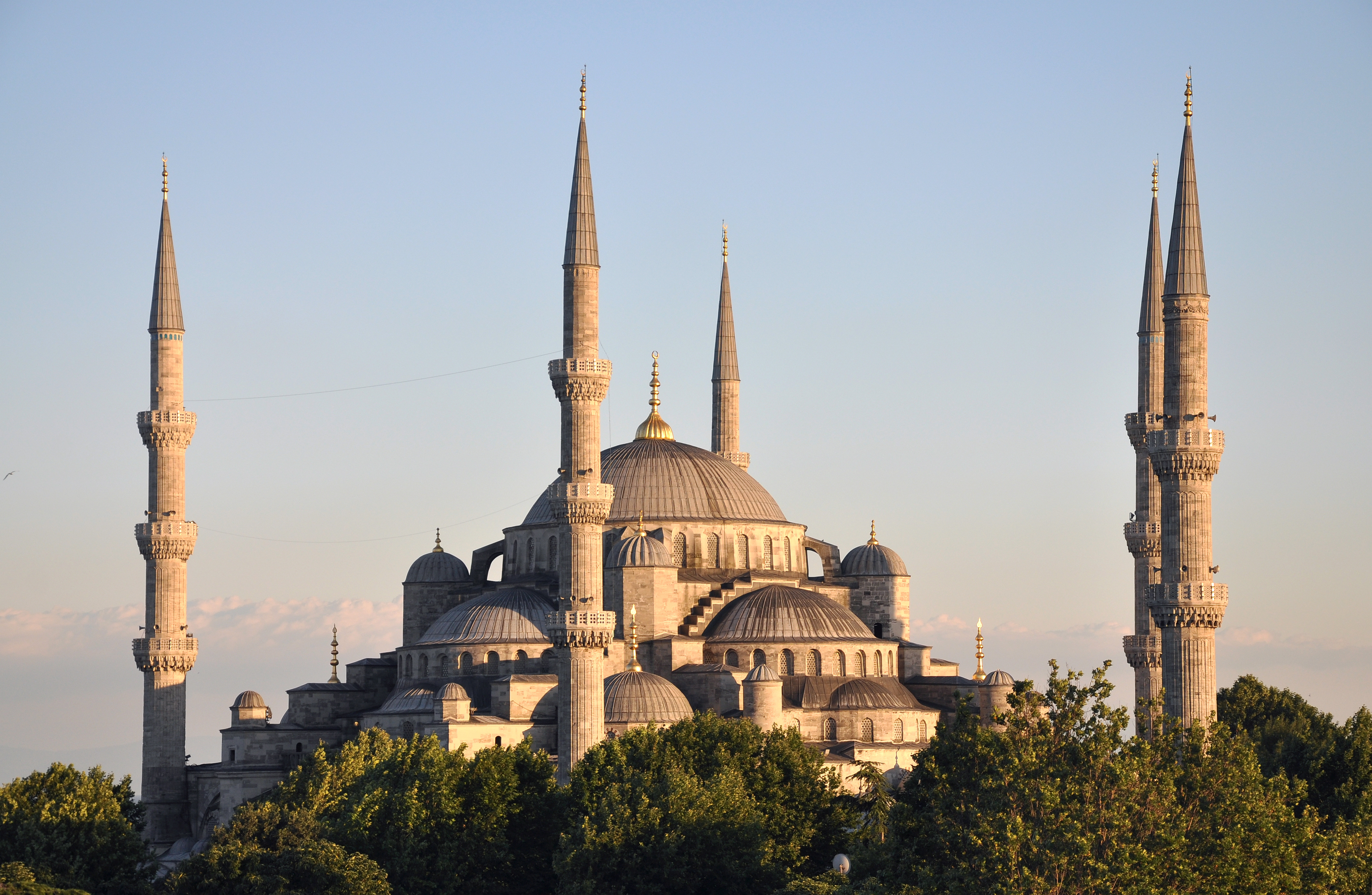
Sultan Ahmed-moskén, även kallad Blå moskén, anses vara Sedefkar Mehmed Agha främsta verk.

Mehmed föddes omkring 1540 i staden i Elbasan i nuvarande Albanien. Han for till Istanbul omkring 1563 (möjligen för att ansluta sig till janitsjarerna. Efter sex år som kadett (acemioğlan) började han studera musik. Under en 20-årsperiod specialiserade han sig på pärlemorinläggning, vilket gav honom namnet Sedefiâr (pärlemorarbetare). Sedan började han även arbeta med arkitektur och blev en av Mimar Sinans elever  och hans försteassistent med huvudansvaret, vid Sinans frånvaro.
Mellan 1609 och 1616 arbetade han endast med Blå moskén i Istanbul åt sultanen Ahmed I.